# Bolbocaffer rugiferum
Bolbocaffer rugiferum là một loài bọ cánh cứng trong họ Geotrupidae. Loài này được Kolbe miêu tả khoa học năm 1883.